# Nel Noddings
Nel Laura Noddings (ur. 19 stycznia 1929 w Irvington, zm. 25 sierpnia 2022 w Key Largo) – amerykańska filozofka i feministka, znana z osiągnięć w dziedzinie teorii wychowania, filozofii edukacji i filozofii feministycznej. Obok Carol Gilligan jest twórczynią normatywnej etyki troski.

## Życiorys
Nel Noddings studiowała w Montclair State College oraz na Uniwersytecie Rutgersa w stanie New Jersey, gdzie uzyskała dyplom magistra matematyki. Doktorat z filozofii edukacji obroniła w 1975 roku na Uniwersytecie Stanforda. W latach 1949–1972 pracowała jako nauczycielka matematyki i administratorka w szkołach publicznych w New Jersey. W tym czasie prowadziła badania dotyczące teorii i praktyki nauczania matematyki. Później jej zainteresowania i prace badawcze objęły szerszą dziedzinę teorii wychowania i filozofii. W latach 70. pracowała na Uniwersytecie Stanowym w Pensylwanii i na Uniwersytecie Chicagowskim, gdzie pełniła funkcję dyrektorki Laboratory School. W 1977 roku rozpoczęła pracę na Uniwersytecie Stanforda, gdzie dała się poznać jako wybitna wykładowczyni i nauczycielka. Pełniła tam rozmaite funkcje, między innymi dziekana School of Education. W 1992 roku objęła stanowisko Lee L. Jacks Professor of Child Education. Do 2000 roku wykładała filozofię i teorię wychowania w Teachers College na Uniwersytecie Columbia w Nowym Jorku, pełniła również funkcje A.Lindsay O’Connor Professor of American Institutions na Uniwersytecie Colgate oraz Libra Professor na Uniwersytecie Southern Maine. Była przewodniczącą Philosophy of Education Society oraz przewodniczącą Towarzystwa Johna Deweya (ang. John Dewey Society). Otrzymała wiele nagród i wyróżnień.
Poglądy na edukację i filozofia Nel Noddings ukształtowały się w dużej mierze pod wpływem jej własnych pozytywnych doświadczeń szkolnych. Zwłaszcza troskliwi nauczyciele przyczynili się, jak sama twierdzi, do trwającego przez całe życie zainteresowania relacjami uczeń-nauczyciel. Jej pasje akademickie też zrodziły się z podziwu dla tych, którzy uczyli ją najpierw matematyki, a potem filozofii. Twierdzi, że najważniejsze w jej życiu zawsze były trzy rzeczy: dom, możliwość uczenia się i pisania oraz poszukiwanie tego, co etyczne. Przeżyła ponad pół wieku z jednym mężczyzną i wychowała dziesięcioro dzieci. Opisuje siebie jako „nieuleczalną domatorkę”.

## Najważniejsze publikacje
- 1984 Caring: A Feminine Approach to Ethics and Moral Education
- 1989 Women and Evil
- 1992 The Challenge to Care in Schools
- 1993 Educating for Intelligent Belief or Unbelief
- 1995 Philosophy of Education
- 2002 Educating Moral People
- 2002 Starting at Home: Caring and Social Policy
- 2003 Happiness and Education